# Idea (음반)
| 전문가 평가                   | 전문가 평가 |
| 평가 점수                     | 평가 점수   |
| 출처                          | 점수        |
| ----------------------------- | ----------- |
| AllMusic                      | [ 1 ]       |
| Rolling Stone                 | (neutral)   |
| The Rolling Stone Album Guide | [ 3 ]       |

《Idea》는 영국의 팝 그룹 비지스의 다섯 번째 스튜디오 음반이다. 1968년 9월에 발매된 이 음은 전 세계적으로 백만 장 이상이 팔렸다. 이 음반은 영국에서 모노 프레스와 스테레오 프레스로 발행되었다. 볼프강 하이레만이 디자인한 폴리도르 레코드 발매의 커버 아트는 베이스에 그룹 사진이 있는 "벌집" 네온 전구를 특징으로 했고, 클라우스 부어만이 디자인한 북미 앳코 레코드 발매는 각 밴드 멤버로 만들어진 합성 헤드를 특징으로 했다. 이 음반은 그들의 세 번째 국제적으로 발매된 음반이었고, 첫 두 음반은 호주 시장에서만 발매되었다.
〈I've Gotta Get a Message to You〉와 〈I Started a Joke〉는 모두 북미에서 싱글로 발매되었다. 영국에서는 〈Message〉가 싱글로만 발매되었고 〈I Started a Joke〉는 음반 트랙에 불과했지만, 다른 음반 트랙 〈Kitty Can〉은 〈I've Gotta Get a Message to You〉의 B-사이드에 수록되었다.
북미 앳코 LP와 남아프리카 공화국 폴리도르 LP는 〈Such a Shame〉을 〈I've Gotta Get a Message to You〉로 대체했다. 두 곡 모두 1989년 음반이 CD로 발매되었을 때 포함되었다.

## 배경
1968년 9월에 발매된 《Idea》는 비지스의 세 번째 국제 음반이었다. "우리는 그 시점에서 마찰을 빚었다"라고 배리는 말한다. "우리는 올라가지 않았고, 그것이 끝이었습니다. 그룹이 잘 맞지 않는 것과 자아가 섞인 것이라고 생각합니다. 제 생각에 에고는 이 그룹의 키워드입니다. 모든 사람들이 관심을 받는 사람이 되고 싶어한다는 점에서 다른 그룹과 다르지 않습니다. 불행하게도, 저는 그런 일이 자주 일어난다고 생각합니다. 확실히 우리에게 일어난 일입니다."
음반의 두 번째 면에 있는 많은 노래들은 탈출에 대한 갈망을 반영한다. (〈When the Swallows Fly〉, 〈I've Decided to Join the Air Force〉, 〈Swan Song〉) 반면, 빈스 멜러니의 〈Such a Shame〉은 그 자신이 인정한 바에 따르면 그룹이 해체되는 것이 얼마나 부끄러운 일인지에 대한 것이었다.
〈In the Summer of His Years〉는 1967년 8월에 사망한 비틀즈의 매니저 브라이언 엡스타인을 위한 로빈의 레퀴엠이었다. 〈I've Decided to Join the Air Force〉는 1968년 초 영국 왕립 공군 음악가들이 후원하는 가운데 비지스가 로열 앨버트 홀에서 연주했을 때 특별히 작곡되었다.
배리 깁은 2013년~2014년의 《Mythology》 투어에서 〈Kilburn Towers〉를 공연했고, 〈Swan Song〉은 2010년 《Mythology》 컴필레이션의 첫 번째 디스크에 깜짝 등장했다.

## 곡 목록
모든 곡들은 특별한 언급이 없는 한 배리 깁, 로빈 깁 그리고 모리스 깁에 의해 작사/작곡했다.
| #  | 제목                           | 작사·작곡   | 리드 보컬    | 재생 시간 |
| -- | ------------------------------ | ----------- | ------------ | --------- |
| 1. | 〈Let There Be Love〉          |             | 배리, 로빈   | 3:28      |
| 2. | 〈Kitty Can〉                  |             | 배리, 모리스 | 2:31      |
| 3. | 〈In the Summer of His Years〉 |             | 로빈         | 3:05      |
| 4. | 〈Indian Gin and Whisky Dry〉  |             | 로빈         | 1:55      |
| 5. | 〈Down to Earth〉              |             | 로빈         | 2:28      |
| 6. | 〈Such a Shame〉               | 빈스 멜러니 | 멜러니       | 2:28      |

| #  | 제목                                    | 리드 보컬  | 재생 시간 |
| -- | --------------------------------------- | ---------- | --------- |
| 1. | 〈Idea〉                                | 배리, 로빈 | 2:51      |
| 2. | 〈When the Swallows Fly〉               | 배리       | 2:22      |
| 3. | 〈I Have Decided to Join the Airforce〉 | 배리, 로빈 | 2:06      |
| 4. | 〈I Started a Joke〉                    | 로빈       | 3:03      |
| 5. | 〈Kilburn Towers〉                      | 배리       | 2:14      |
| 6. | 〈Swan Song〉                           | 배리       | 2:55      |